# Ambia amoyalis
Ambia amoyalis là một loài bướm đêm trong họ Crambidae.